# 皮克特衝鋒

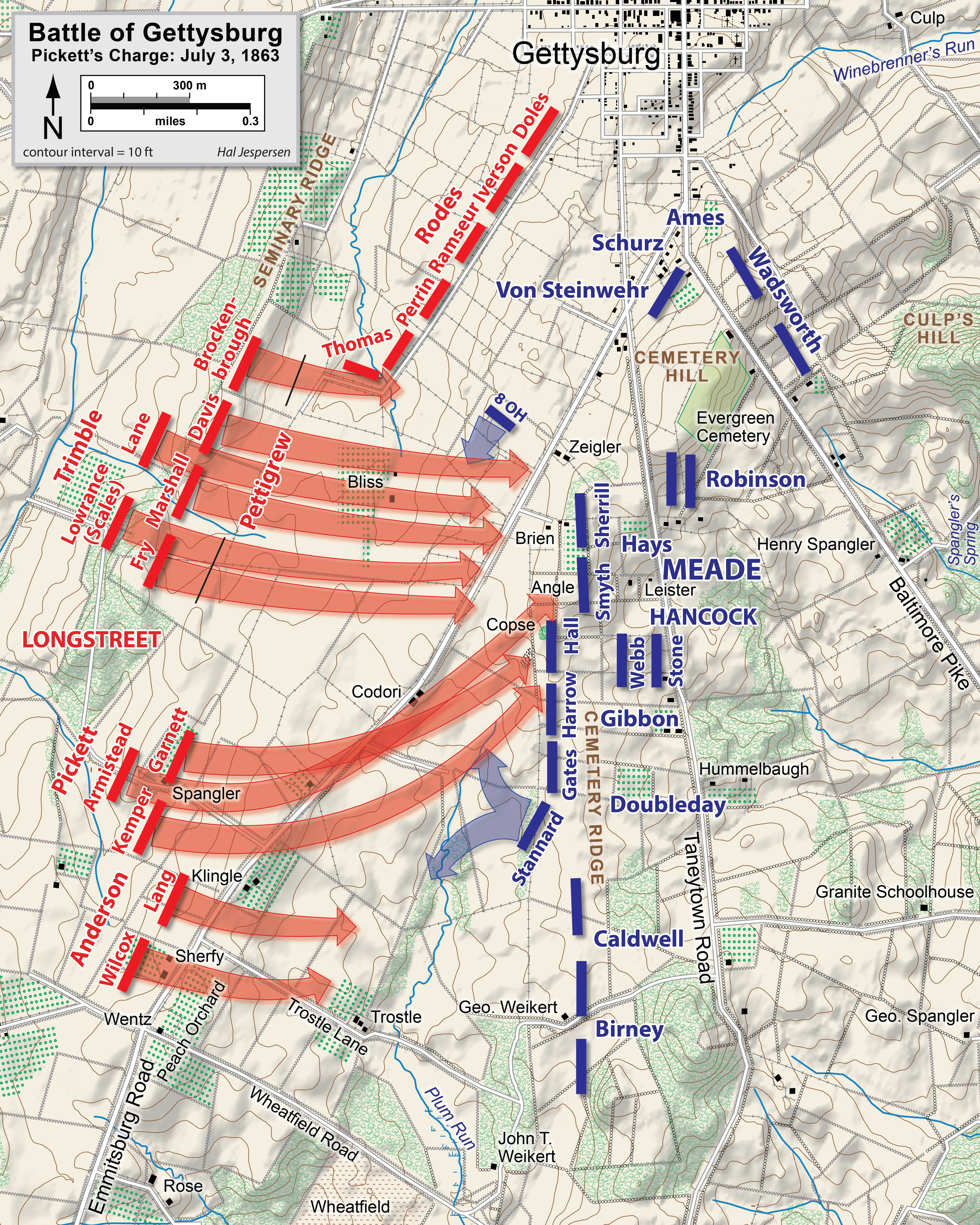
1863年7月3日，皮克特衝鋒軍情圖
南軍
北軍

皮克特衝鋒(Pickett's Charge)為美國南北戰爭期間，蓋茨堡之役的最後一天（1863年7月3日），南方邦聯軍羅伯特·李將軍下令向墳場嶺的北方聯邦軍喬治·米德少將所發動的一次步兵攻擊。衝鋒總指揮詹姆斯·隆史崔特中將事前便已預測這次攻擊將徒勞無功，對南軍所造成的重大打擊完全可以避免。南軍在蓋茨堡之役前兩天，向北軍兩翼發動攻擊失敗，李將軍決定在第三天向北軍正中央實行攻擊。7月2日當晚的軍前會議，米德少將就準確推測，隔天早晨李將軍會對北軍正中央發動攻擊。
衝鋒部隊必須先經過大範圍的砲火轟炸，才能抵達敵方防線，進而瓦解防線、摧毀火砲，這幾乎是一件不可能的任務。此舉使得九個步兵旅約一萬兩千五百人暴露在開放原野中，推進四分之三哩，期間任由北軍砲火狂轟濫炸。最後衝鋒的士兵死傷過半，即便有部分南軍成功突破到掩護北軍的矮石牆，也無法堅守陣線，北軍的反擊結束了為時三天的戰鬥，李將軍兵敗撤退賓州。
此次衝鋒後來以喬治·皮克特少將命名，他是隆史崔特中將手下的三名南軍將領之一。多年後有人問起皮克特，為什麼在蓋茨堡衝鋒失敗，他回答說：「我本來就覺得北方佬在那邊不會毫無防備。」皮克特衝鋒所推進的最遠位置現在被稱為「南軍最高水位點」。

## 部署與指揮結構
皮克特衝鋒計畫由南軍三個師執行，指揮官分別是喬治·皮克特少將、詹姆斯·約翰斯頓·佩蒂格魯准將和伊撒克·特林堡少將，部隊是從詹姆斯·隆史崔特中將的第一軍和安布羅斯·鮑威爾·希爾中將的第三軍撥派出來的。皮克特的師轄有三個旅，隸屬於隆史崔特中將的第一軍，其他參與衝鋒的部隊，均隸屬於希爾中將的第三軍：原為旅長的佩蒂格魯准將代替其受傷的師長亨利·希斯少將指揮其師，率領伯基特·D·弗萊上校的亞契旅（旅長亞契准將已於開戰首日被俘）、詹姆斯·馬歇爾上校的佩蒂格魯旅，以及約瑟夫·R·戴維斯准將和約翰·M·布洛肯布羅上校的兩個旅。另一位第三軍的師長多爾西·潘德少將也於前一日受到重傷，他所率領的師改由特林堡少將接手指揮，該師下轄艾佛列·M·史傑爾斯准將和詹姆斯·H·藍恩的兩個旅。此外，希爾中將麾下的另一個由理查·H·安德森少將指揮的師，也派出卡德摩斯·M·威爾考斯准將和大衛·朗恩上校的兩個旅支援攻擊北軍的左翼。
南軍的攻擊目標為北軍温菲尔德·斯科特·汉考克少將指揮的波多馬克軍團第二軍之正中央，該處有約翰·吉朋准將的師，下轄威廉·哈洛准將、諾曼·J·霍爾上校及亞歷山大·S·韋伯准將的旅（7月2日當晚的戰前會議，米德少將就已向吉朋准將準確預測李將軍會在次日早晨對吉朋的防區發動攻擊）。在吉朋部左右，吉朋准將的右翼（在吉朋師的北側）有亞歷山大·海斯准將的師，左翼（在吉朋師的南側）則有由艾布尼爾·達博戴少將所率領的師（隸屬於第一軍），該師各部包括有喬治·J·斯坦納德]]准將的佛蒙特第二旅和查普曼·畢德爾上校所指揮的賓夕法尼亞第121步兵團。米德少將的指揮所就設在第二軍戰線後方寡婦莉迪亞·萊斯特（Lydia Leister）的小屋子裡。

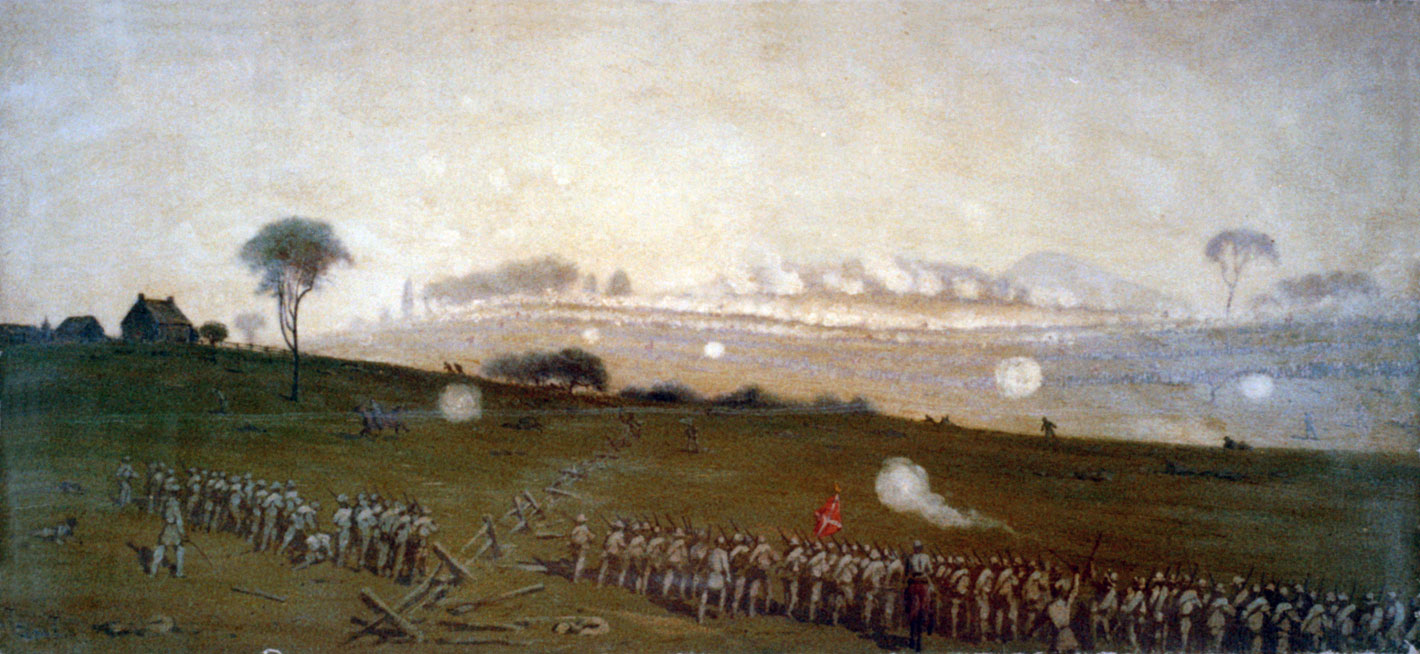
皮克特衝鋒南軍眺望北軍圖，左方為齊格勒樹林，右方稍遠為矮樹叢區。
艾德溫·福布斯（Edwin Forbes）繪

皮克特衝鋒的具體目標在歷史學界爭論已久，傳統上認為，南軍是以墓園嶺上的矮樹叢區作為進攻地標，這項論點是歷史學家約翰·B·巴克爾德1880年代在蓋茨堡戰場實地勘察得來的，後來為1993年電影《蓋茨堡之役》所採用而推廣周知。不過近年的學術界則有不同看法，包括「蓋茨堡軍事公園」歷史學者所出版的學術論文則認為李將軍的目標是墓園嶺上的齊格勒樹林（Ziegler's Grove），此處在矮樹叢區以北300碼（274公尺），地理位置更為高聳顯著。最受爭議的論點是有人認為李將軍要延續第二天的攻擊計畫，第三天的目標依然是要奪取墓園嶺，切斷其與敵軍的指揮網絡。矮樹叢區現在看來是處顯著地標，但在1863年卻不足三公尺高，當年在戰場上只有部分南軍部隊看得見樹影。
南軍從初步部署就問題百出，皮克特的師尚未抵達蓋茨堡，希爾中將也因疾病而未參與衝鋒部署的戰前會議（希爾的部隊只在第一天進行過少量的戰鬥，後來參與第三天衝鋒的都是在第一天惡戰過的部隊）。雖然後世稱此次突擊為「皮克特衝鋒」，但全權指揮的實際上是隆史崔特中將，皮克特不過是他手下的師長之一而已。但李將軍的確有要求隆史崔特派出沒參戰過的皮克特師負責主要的突擊任務，再加上皮克特師出動的人數佔了這次衝鋒的三分之一，而且自始至終他的師都在自己的領導之下（希爾臥病時，其麾下由佩蒂格魯和特林堡指揮參與衝鋒的兩個師，就委派給隆史崔特調動），因此這樣稱呼也無不可。近代史學家為了對權責有更適當的表示，也有使用「皮克特-佩蒂格魯-特林堡衝鋒」（或是另一個較少用的稱呼：「隆史崔特衝鋒」）。
李將軍還派遣詹姆斯·尤爾·布朗·史都華少將的騎兵師往東配合步兵的突擊行動，打算攻擊北軍後方，沿巴爾的摩小徑（Baltimore Pike）瓦解敵軍的聯繫網絡、斷其撤退路線。李將軍希望儘早發動攻勢，不過部隊花了整個早上才集結完畢，李將軍和隆史崔特兩方都沒有下令給皮克特要求其部隊在天亮時要趕赴戰場。史學家傑佛瑞·D·沃特（Jeffrey D. Wert）認為這項疏忽是隆史崔特的責任，可能是他的疏失或是對李將軍口頭命令的誤解。戰後敗局命定論的作家們批評隆史崔特在蓋茨堡的表現時，會拿這項疏失來當作他故意違逆李將軍的證據。同一時間，遠在北軍防線右端，有場爭奪寇普丘的戰事已經打了七個鐘頭，原本李將軍希望能同時發動主戰場上正面衝鋒，以此分散米德少將的優勢兵力，可惜行動缺乏協調，隆史崔特發動掩護衝鋒的砲火時，愛德華·強森少將對寇普丘的攻擊已經獨力難支。

## 砲火掩護

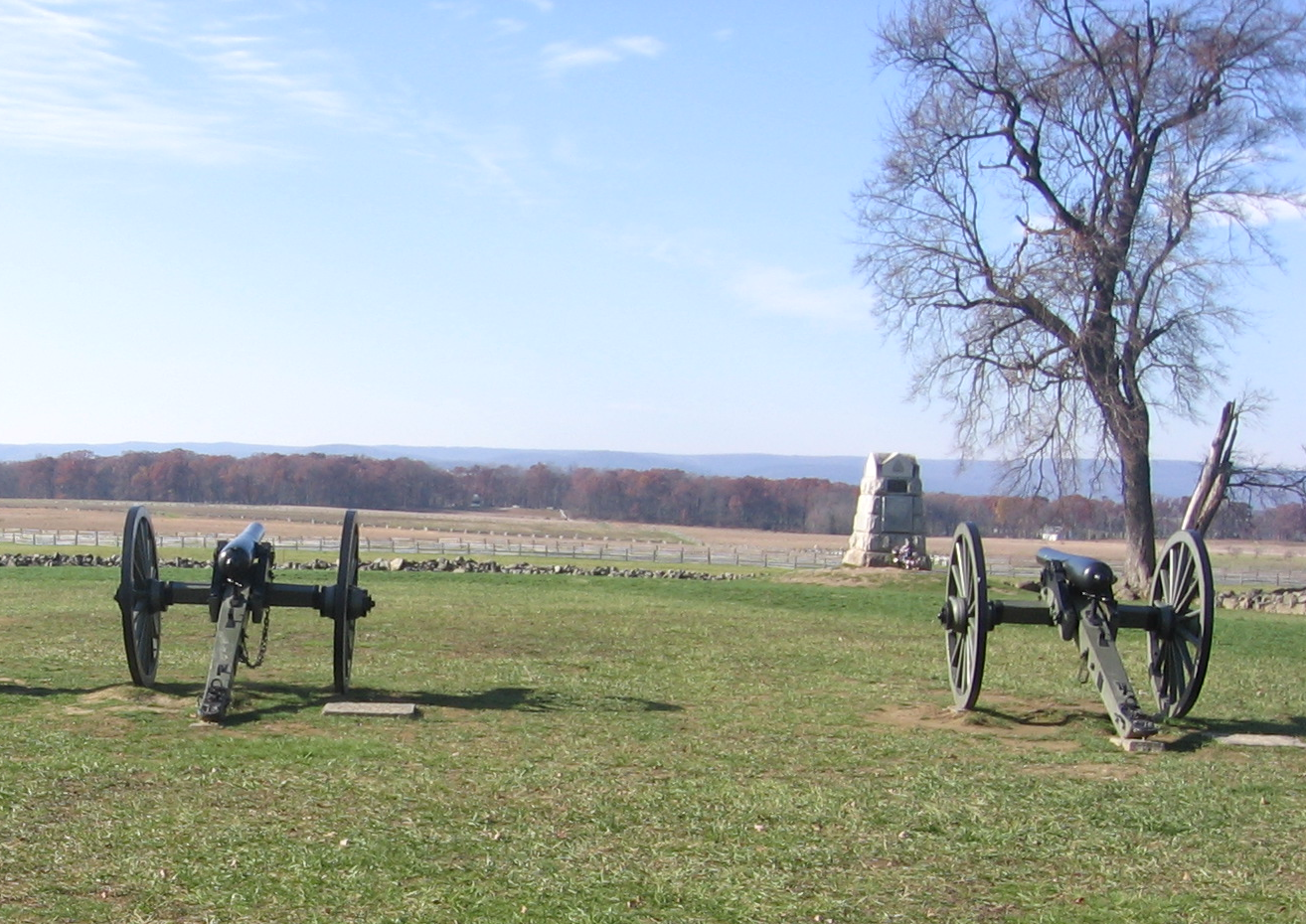
大砲的位置就是漢考克防守皮克特衝鋒的陣線

按照李將軍的構想，步兵突擊行動前，向北軍中央集中火力發動強而有力的砲擊，應該就能摧毀敵軍的砲陣，避免衝鋒時遭到轟炸，並且嚴重打擊北軍步兵的士氣。可惜砲兵團一系列的領導失職和裝備缺陷，從一開始就注定了砲擊成敗。隆史崔特的軍團砲兵指揮官愛德華·波特·亞歷山大上校是戰場上的實際指揮官，李將軍的砲兵指揮官威廉·N·潘德頓少將不但毫無作為，還擋到了其它兩軍團的火砲陣地，亞歷山大盡力補救，南軍彈幕還是無法密集命中目標。7月3日的砲擊可能是南北戰爭中最大規模的場面，雙方數百火砲齊鳴，時間長達一兩個鐘頭，始於下午一點鐘，南軍有150到170門火砲，射擊範圍長達兩英里（三公里），南起桃園（Peach Orchard），平行直抵埃米茨堡公路（Emmitsburg Road）。南軍准將伊凡德·羅記錄道：「向敵軍中央砲擊…是這場戰爭中最為華麗壯觀的場景之一，從山谷中向蓋茨堡展望，各方山丘好似戴上了煙火皇冠，三百門大砲，平均分散在兩邊山嶺，向對方傾瀉堅鋼製的冰雹。」
砲火儘管猛烈，卻成效不彰，南軍砲彈大多射得過遠，沒能擊中敵軍前線，有些是因為劣質的砲彈導火線延遲引爆，但煙硝瀰漫使得砲手毫無察覺。北軍砲兵指揮官准將亨利·J·杭特手上只有80門大砲可以反擊，北軍防線的地形特徵不利大砲擺放，於是他下令停止砲擊以節省砲彈，但是為了愚弄亞歷山大，杭特要求大砲一座接一座慢慢停止砲擊，製造大砲遭到擊毀的假象。北軍停砲後，戰場上依然視線不良，亞歷山大誤認為敵軍火砲已遭摧毀，漢考克將軍一再要求發砲以壯北軍聲勢，杭特頂住了上級的命令。萊斯特小屋遭受到幾次未命中的砲火後，米德少將決定將大本營遷往鮑爾斯丘（Powers Hill）。這天既熱又濕，氣溫約華氏87度（攝氏31度），南軍步兵在烈日下忍受北軍砲擊，等待衝鋒的命令下達。北軍砲手射過頭時，砲彈通常會掉落到學院嶺的大片林子裡，或是命中南軍砲陣後方的低窪地區，這兩處正是南軍步兵團的集結區，因此衝鋒還沒開始就造成了大量傷亡。
隆史崔特中將從一開始就反對衝鋒，建議策略性地向北軍左翼進攻，他聲稱曾向李將軍進言：「將軍，我當了一輩子的兵，千軍萬馬一路從小兵升上來，我深知士兵的能耐，我認為這一萬五千人無法突破那道防線。」隆史崔特一度不想擔這個責任，而讓年輕的亞歷山大上校去承受，亞歷山大通知皮克特他的砲彈就要耗盡：「再不快點，我的砲彈就不夠支援你行動了。」最終隆史崔特還是向皮克特點頭默許了，實際上皮克特是在沒有砲火掩護的情況下進行的衝鋒。

## 步兵衝鋒

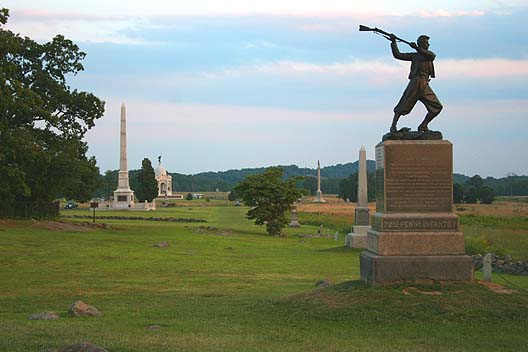
墓園嶺，往南沿山脊望去可以看到小圓頂和大圓頂。
照片前景是賓夕法尼亞第72步兵團紀念碑。

南軍部隊在下午兩點左右向北軍推進，約有一萬兩千五百名士兵上陣。雖然名曰「衝鋒」，其實部隊是從容有序地出發，直到敵前數百碼才加快速度衝鋒進擊。佩蒂格魯與特林堡在左，皮克特在右，九個旅的部隊延伸成一道一哩（約1600公尺）長的人牆。北軍防線前有一片將近四分之三哩的空曠原野，南軍在這裡不僅要面對猛烈的砲擊，還得跨越道上的柵欄，這些障礙使得南軍傷亡慘重。學院嶺到墓園嶺之間的地形略有起伏，南軍推進部隊有時能避開北軍砲手的視線。南軍部隊推進時，等待的北軍士兵開始鼓譟：「弗雷德里克斯堡！弗雷德里克斯堡！弗雷德里克斯堡！」提醒大家要記取1862年弗雷德里克斯堡之役北軍向南軍推進時的慘重教訓。墓園嶺砲陣在轟炸南軍左翼的時候，藏在小圓頂的北軍弗里曼·麥吉爾弗利中校也現身砲擊南軍右翼。南軍推進到北軍防線400碼後，北軍大砲的榴彈砲實彈改為以霰彈筒和火槍射擊，南軍原本一哩長的陣線在兩側砲擊以及人員損傷的情況下，逐漸向中央收縮成半哩（800公尺）長的人牆。
柏肯布洛旅位於南軍左翼，籠罩在墓園嶺的砲擊之下，一方面遭受到俄亥俄第8步兵團的步槍齊射。柏肯布洛旅在猛烈砲火下已是驚弓之鳥，160名俄亥俄士兵突然現身排成一列射擊，這群維吉尼亞士兵當即陷入混亂撤往學院嶺，潰兵撞上特林堡的師，使得該師不少人也跟著潰散。俄亥俄士兵趁勢從側翼攻擊戴維斯旅，該旅位於佩蒂格魯師的左翼。墓園嶺的砲火越來越猛烈，佩蒂格魯師在衝鋒過程中遭受到超過1600次的砲擊，這支衝鋒部隊最遠也未能突破埃米茨堡公路上的粗壯欄柵。此時，南軍部隊進入霰彈筒的射擊範圍，260碼石牆後的亞歷山大·海斯師也開槍射擊，步槍兵排成四列，開槍後就換列退後裝填彈藥。特林堡師有兩個旅在佩蒂格魯轄下，推進緩慢，特林堡指揮混亂，造成萊恩只派出三個半團的北卡羅萊納部隊前進。為了防止南軍跨越埃米茨堡公路，俄亥俄第8步兵團和海斯的步槍隊再度開火，威廉·勞倫斯上校（William L. J. Lowrance）指揮史傑爾斯的北卡羅萊納旅從一開始就沒有整備妥當，他們在7月1日就損失了幾乎三分之二的同胞，這支部隊遂也後撤，勞倫斯受傷。防守的北軍也有傷亡，海斯在陣線後縱馬來回激勵士兵，大喊著：「小子們加把勁！送他們下地獄！」他騎垮了兩匹馬，史學家史蒂芬·W·希爾斯（Stephen W. Sears）贊其作為「鼓舞人心」。
在南軍右翼，皮克特的維吉尼亞部隊突破了埃米茨堡公路，略往左轉朝向東北。該師分兩路進發，詹姆斯·肯柏准將指揮右路的旅，李察·加耐特准將指揮左路的旅，路易斯·亞米斯德准將所率領的旅緊跟在後。皮克特師左轉後，右翼暴露在麥吉爾弗利的槍火下，以及墓園嶺北軍達博岱師的前方，於是北軍斯坦納德的佛蒙特第二旅朝北推進，從後方朝肯柏旅開火。正當此時，在遭受南軍砲擊時騎馬激勵士兵的北軍漢考克少將，被流彈打中馬鞍鞍頭，右大腿內側被木屑和一記大彎釘戳傷，他在戰況明朗前拒絕疏散至後方。

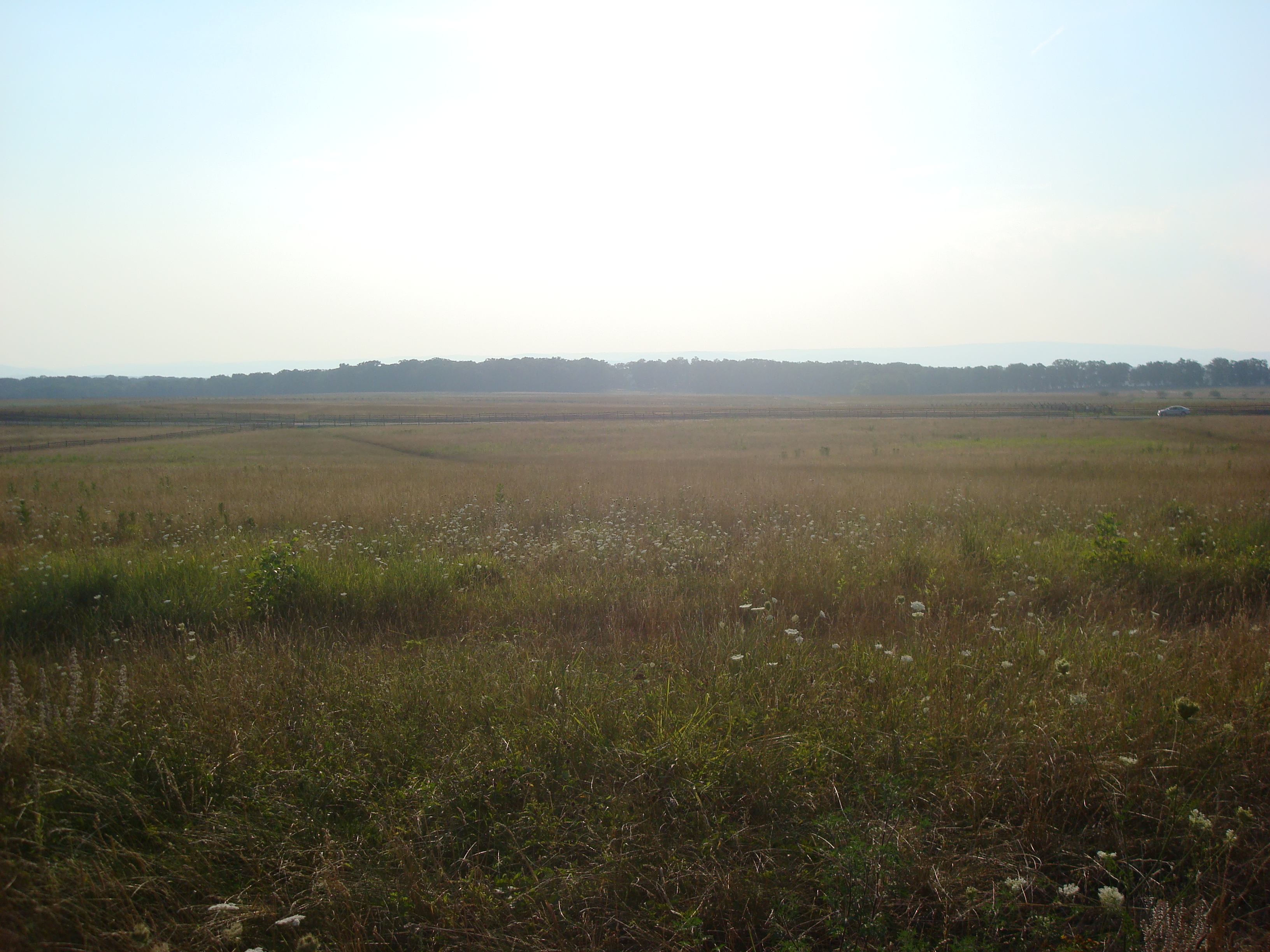
皮克特衝鋒北軍防線戰地圖，靠近高水點。
對面山嶺樹林就是南軍防線所在地。

北軍防線中央突出一道80碼長呈直角的矮石牆，後世稱之為「凸角牆」，這裡由韋柏准將的費城旅防守，皮克特部隊先後承受斯坦納德旅、哈洛旅和霍爾旅的防禦火力，最後只能推進到此。韋柏在部隊前方的石欄處安置了中尉阿朗佐·庫辛的第四砲兵連和兩門大砲，由賓夕法尼亞第69步兵團和第71步兵團防守，但是這兩門砲和940名士兵無法與右線已撤退的海斯師強大火力相比。
北軍防線有兩道缺口：其一是南軍推進凸角牆時，賓夕法尼亞第71步兵團團長下令部隊後撤。其二是灌木叢南邊的紐約第59步兵團（隸於霍爾旅）令人費解地往後奔逃，使得左邊安德魯·考恩上尉（Andrew Cowan）的紐約第一獨立砲兵連必須獨自面對迎面而來的南軍，在得到砲兵總指揮官亨利·杭特的親自支援後，考恩下令五門大砲同時發射霰彈筒，使其前方的南軍摧枯拉朽般被消滅殆盡。賓夕法尼亞第71步兵團所製造出來的缺口更為嚴重，第71步兵團只留下一些人，賓夕法尼亞第69步兵團的268名士兵和兩門砲，卻必須在南軍突破石牆時，對抗加奈特和亞米斯德的2500到3000人，賓夕法尼亞第69步兵團的愛爾蘭士兵以步槍刺刀激烈近戰，韋柏對第71步兵團的撤退甚為惱怒，遂帶領賓夕法尼亞第72步兵團前來堅守陣線。戰鬥期間，傷痕累累的庫辛中尉向部隊下令時身中三槍陣亡，南軍擄獲了他的砲，轉向要砲擊北軍，不過彈藥不足。隨著北軍增援到來，防線更加堅實，南軍也沒有高級將領可以組織撤兵，士兵遂開始各別逃亡。
整場衝鋒行動歷時不到一個鐘頭，南軍威爾考斯和萊恩的部隊原本應該在皮克特右側協同作戰，但他們的推進很快就被北軍麥吉爾弗利的砲擊和佛蒙特旅打得潰不成軍，直到皮克特被擊敗，他們都沒能抵達北軍防線，因此在這場戰鬥中沒起什麼作用。

## 戰鬥結果

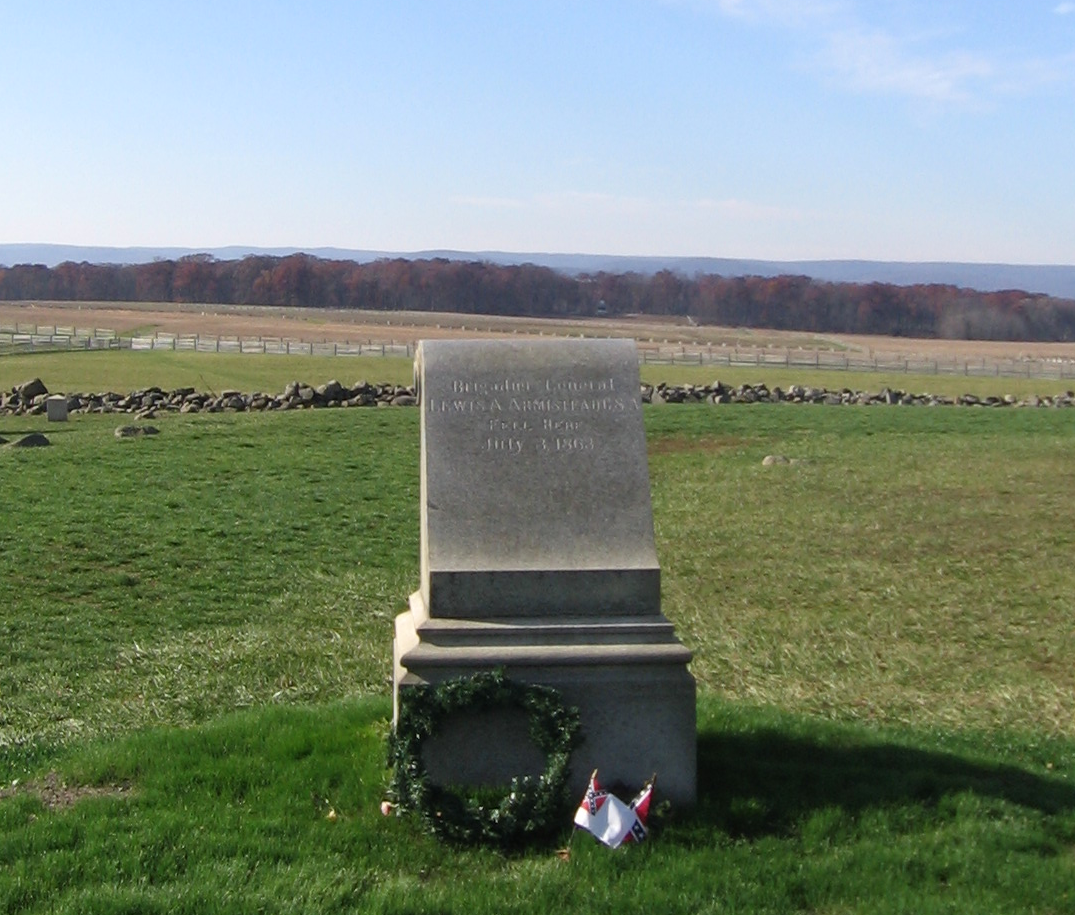
蓋茨堡戰場紀念碑，所在位置大約是亞米斯德陣亡處，碑後石牆標記著北軍防線。

整場衝鋒行動下來，北軍傷亡人數為1500人，南軍傷亡則超過半數。皮克特師傷亡人數為2655人（死亡498人，受傷643人，833名傷兵被俘，681名無傷被俘）。佩蒂格魯師傷亡人數估計為2700人（死亡470人，受傷1893人，被俘337人）。特林堡的兩個旅損失885人（死亡155人，受傷650人，被俘80人）。考克斯旅回報損失200人，萊恩旅損失400人。總計南軍傷亡人數為6555人，至少有1123名士兵在戰場上被殺，4019人受傷，不少傷兵被俘，南軍戰俘總數難以估計，北軍的報告是有3750名南軍被俘。
南軍軍官在衝鋒行動中也是傷亡慘重，特林堡和佩蒂格魯是傷兵中最高階的將領，特林堡斷了條腿，佩蒂格魯手上受到輕傷（後來在撤軍維吉尼亞州的一場小衝突中，腹部中彈身亡）。皮克特師的40名校級軍官（少校、中校和上校）有26人傷亡（死亡或致命傷12人，受傷9人，4人受傷被俘，1人無傷被俘），且損失了所有旅長：肯柏重傷被北軍士兵俘虜後獲救，後來撤軍維吉尼亞州時又被俘。加奈特和亞米斯德陣亡，加奈特在衝鋒時腳受傷從馬上摔下來，騎馬衝進敵人火網基本上就是有去無回。亞米斯德眾人皆知他把帽子頂在軍刀上帶領隊伍前進，是衝鋒得最遠的南軍部隊，他身受重傷，倒在凸角牆附近，該處後來喚作「南軍最高水位點」。諷刺的是，是他的老朋友北軍漢考克少將麾下的部隊打死了亞米斯德，按其遺願，隆史崔特中將把亞米斯德的聖經和個人財物交給了漢考克的夫人愛米菈（Almira）。皮克特師有15名團長，出身自維吉尼亞軍校的有6人陣亡，5人受傷。史都華少將的騎兵支援行動並未成功，他往東前進三哩（約五公里）後就被大衛·葛雷格准將指揮的北軍騎兵擋住。
南軍殘兵沿著學院嶺踉蹌逃回陣地時，李將軍擔心北軍會發動反擊，他試圖鞏固中心，並向返回的士兵和威爾考斯准將承認戰敗「都是我的錯」，皮克特少將傷心欲絕，終生都不能原諒李將軍派他發動衝鋒。李將軍要皮克特集結部隊準備防守時，據稱皮克特回應道：「李將軍，我已經沒有部隊了。」北軍沒有反擊，與南軍北維吉尼亞軍團交戰三天後，波多馬克軍團也筋疲力竭、損失慘重，米德少將現在只想堅守陣地。7月4日，兩軍經由非正式管道暫時停戰，清理死傷，與此同時，尤里西斯·格蘭特少將接受了維克斯堡的降書，沿密西西比河駐軍，將南軍一分為二。這兩場北軍勝出的戰爭，咸認為便是南北戰爭的轉捩點。歷史可能永遠也無法得知李將軍在蓋茨堡的意向為何，他從未出版回憶錄，戰後的軍記相當粗糙，參與衝鋒的高階將領幾乎都陣亡而沒有留下記錄，皮克特所寫的報告也因為內容太過悲痛，被李將軍下令銷毀，再也沒找到任何副本。
維吉尼亞州報界讚揚皮克特的維吉尼亞師在衝鋒中扮演了重要角色，報紙利用皮克特來批評比較其它州的部隊，在這樣的輿論注意下，衝鋒便被冠上了皮克特之名，皮克特的軍旅生涯從此改觀，他相當痛恨自己的名字與那場慘敗的衝鋒行動連結。北卡羅萊納州特別針鋒相對，指出布洛柏肯的維吉尼亞部隊在衝鋒中表現不佳才是這次戰敗的致命傷。部分史學家質疑皮克特在這場戰事中的地位，龐德（W. R. Bond）在1888年寫道：「過去從沒有軍隊能夠作這麼少貢獻卻得到這麼高的聲譽。」此外，戰後對於皮克特在衝鋒期間的所在位置也有爭議，他麾下的15名軍官和3位准將盡皆掛彩，只有皮克特毫髮無傷地撤退，使得輿論質疑他在戰鬥中的所在位置，並且影射他怯戰。1993年的電影《蓋茨堡之役》描述他在埃米茨堡公路上騎馬觀察敵情，不過此點缺乏任何史料證明。南北戰爭時的規定是師長以上的指揮官可以「在部隊後方指揮」，旅長以下的軍官則要到前線帶兵，只是這點通常沒有被嚴格執行，因此若皮克特在後方協調部隊，他也沒犯任何錯誤。

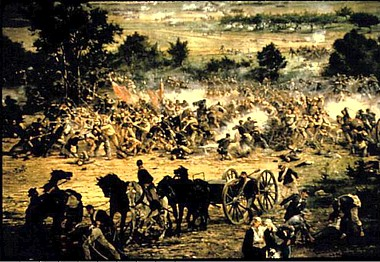
一小部分的蓋茨堡畫幕。

## 今日戰場
皮克特衝鋒的所在地目前為蓋茨堡戰場維護最好的地方之一，每年成千上萬的遊客慕名來到蓋茨堡國家軍事公園（Gettysburg National Military Park），但是真正能跟隨皮克特師當年腳步的人則屈指可數。美國國家公園管理局沿著南軍西大道（West Confederate Avenue〔學院嶺〕）的柵欄修築出一道整潔的行人小徑，向東往埃米茨堡公路矮樹叢區的方向。不過皮克特師的出發點在相當南邊，靠近斯潘格勒農場（Spangler Farm），跨越公路後轉而向北，實際上公園管理局整理的小徑是在隆史崔特兩股主攻勢力的中間，特林堡師從現今的小徑北端推進，皮克特師則從更南邊出發。
法國畫家保羅·菲利波托畫過一幅名為《蓋茨堡之役》的風景畫幕，又被稱為「蓋茨堡畫幕」，從墓園嶺的北軍防線制高點描繪皮克特衝鋒，在1883年完成並展出，是美國現存的風景畫幕之一，這幅畫幕在2008年9月修復完成，在新的國家公園管理局遊客中心展出。

## 備註與參考資料
1. ↑  Pfanz, pp. 44–52.
2. ↑  Boritt, p. 19.
3. 1 2  Eicher, pp. 544–46.
4. ↑  Sears, p. 345.
5. ↑  Harman, pp. 63–83.
6. ↑  Coddington, pp. 461, 489.
7. ↑  Sears, p. 391.
8. ↑  Wert, pp. 98–99.
9. ↑  Gallagher, p. 141.
10. ↑  Coddington, pp. 454–55.
11. ↑  Sears, pp. 377–80; Wert, p. 127; Coddington, p. 485.
12. ↑  Symonds，頁214：「這可能是人類在北美大陸所製造的最大聲響──直到第一顆原子彈在新墨西哥州引爆。」
13. 1 2  Coddington，頁502表示砲擊在下午三點結束；Hess，頁162寫到砲擊時間超過下午兩點；Wert，頁182宣稱根據砲擊參與者的說法，砲擊時間從45分鐘到超過兩個鐘頭，不過「最可靠的說法」是一個鐘頭，因為南軍沒有足夠的砲彈能持續射擊超過這個時間；Sears，頁415宣稱砲擊在下午兩點半結束。
14. ↑  學界各家估計的火砲數量皆不相同。Coddington，頁493：「超過150門」；Eicher，頁543：「159門」；Trudeau，頁452：「164門」；Symonds，頁215：「超過160門」；Clark，頁128：「大約170門」；Pfanz，頁45：「170門（實際數量無法得知）」但大多同意北維吉尼亞軍團約有80門砲未在砲擊中使用。
15. ↑  Eicher, p. 543.
16. ↑  Sears, pp. 397–400; Wert, pp. 175, 184; Coddington, p. 497; Hess, pp. 180–81; Clark, p. 135.
17. ↑  Sears，頁383，溫度由蓋茨堡大學的麥可·傑柯布教授（Michael Jacobs）測量
18. ↑  Hess, p. 151.
19. ↑  Wert, p. 283.
20. ↑  Coddington, pp. 500–502.
21. ↑  Estimates vary substantially. Clark, p. 131: 12,000; Sauers, p. 835: 10,500 to 15,000; Eicher, p. 544: 10,500 to 13,000; Sears, p. 392: "13,000 or so"; Pfanz, p. 44: "about 12,000"; Coddington, p. 462: 13,500; Hess, p. 335: 11,830.
22. ↑  Hess, p. 171; Clark, p. 137; Sears, pp. 424–26.
23. ↑  Sears, pp. 422–25, 429–31; Hess, pp. 188–90.
24. ↑  Sears, pp. 434–35.
25. ↑  Sears, p. 422.
26. ↑  Clark, pp. 139–43; Pfanz, p.51; Sears, pp. 436–39.
27. ↑  Sears, pp. 436–43;.
28. ↑  Sears, pp. 444–54, "the 59th suddenly and unaccountably bolted"; Trudeau, p. 506; Hess, pp. 245, 271–76; Wert, pp. 212–13.
29. ↑  Eicher, pp. 547–48; Sears, pp. 451–54.
30. ↑  Hess, pp. 333–35; Sears, p. 467.
31. ↑  Sears, p. 467; Eicher, pp. 548–49.
32. ↑  Wert, pp. 291-92.
33. ↑  Armistead Hancock story 的存檔，存档日期2011-07-11., Brigade Ministry: Examples of personal ministry among the troops, accessed January 5, 2009.
34. ↑  Hess, p. 335.
35. ↑  Pfanz, pp. 52–53.
36. ↑  Hess, p. 326; Sears, p. 458; Wert, pp. 251–52, disputes prevalent accounts that Lee and Pickett met personally after the battle.
37. ↑  Pfanz, p. 53.
38. ↑  Wert, p. 297.
39. ↑  Desjardins, p. 47; Sears, p. 359.
40. ↑  Bond, W.R. Pickett or Pettigrew? An Historical Essay. Scotland Neck: W.W. Hall, 1888.
41. ↑  Sears, pp. 426, 455; Coddington, pp. 504–505.
42. ↑  Harman, pp. 77, 116; Sears, map, p. 427.
43. ↑  Heiser, John. . Gettysburg National Military Park. National Park Service. 2005  [2008-02-21]. （原始内容存档于2008-02-18）.

## 延伸閱讀
- （英文） Bearss, Edwin C. Fields of Honor: Pivotal Battles of the Civil War. Washington, DC: National Geographic Society, 2006. ISBN 0-7922-7568-3.
- （英文） Bearss, Edwin C. Receding Tide: Vicksburg and Gettysburg: The Campaigns That Changed the Civil War. Washington, DC: National Geographic Society, 2010. ISBN 978-1-4262-0510-1.
- （英文） Gallagher, Gary W., ed. The Third Day at Gettysburg and Beyond. Chapel Hill: University of North Carolina Press, 1998. ISBN 0-8078-4753-4.
- （英文） Haskell, Frank Aretas. The Battle of Gettysburg. Whitefish, MT: Kessinger Publishing, 2006. ISBN 978-1-4286-6012-0.
- （英文） Laino, Philip, Gettysburg Campaign Atlas. 2nd ed. Dayton, OH: Gatehouse Press 2009. ISBN 978-1-934900-45-1.
- （英文） Petruzzi, J. David, and Steven Stanley. The Complete Gettysburg Guide. New York: Savas Beatie, 2009. ISBN 978-1-932714-63-0.
- （英文） Reardon, Carol. Pickett's Charge in History and Memory. Chapel Hill: University of North Carolina Press, 2009.  ISBN 978-0-8078-5461-7.

## 外部連結
- （英文）Pickett's Charge in Encyclopedia Virginia （页面存档备份，存于）
- （英文）Numbers at Pickett's Charge in Encyclopedia Virginia （页面存档备份，存于）
- （英文）Modern photograph of the Copse of Trees （页面存档备份，存于）
- （英文）Booknotes interview with Carol Reardon on Pickett's Charge in History and Memory, February 8, 1998.

39°48′45″N 77°14′12″W / 39.8126°N 77.2366°W